# Máscara de Bahtinov

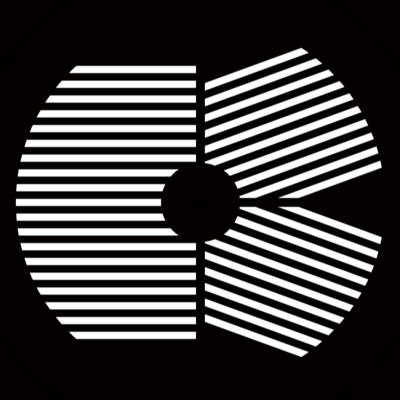
Ejemplo de una máscara Bahtinov

La máscara Bahtinov es un dispositivo que se utiliza para enfocar con precisión en pequeños telescopios astronómicos. Aunque las máscaras se han utilizado durante mucho tiempo como ayudas de enfoque, el patrón distintivo fue inventado por el astrofotógrafo aficionado ruso Pavel Bahtinov en 2005.
Es esencialmente un disco opaco con ranuras recortadas en un patrón específico y se coloca sobre la lente de su cámara (o telescopio).